# 시마다 유스케
시마다 유스케(일본어: 島田 裕介, 1982년 9월 2일 ~ )는 일본의 전 축구 선수이다.

## 클럽 경력
시마다 유스케는 오미야 아르디자에서 첫 프로 생활을 시작하였다. 주전으로 활약은 하지 못하였고, 주로 서브로 출전하였다. 더 많은 기회를 얻기 위하여 2006년 더스파 구사쓰로 임대를 가 9골 16어시스트를 기록한 후 오미야로 복귀하였다. 그러나 같은 포지션 상에 고바야시 다이고, 후지모토 치카라가 버티고 있었기 때문에 경기에 거의 출전을 할 수가 없었기 때문에 2008년 다시 더스파 구사쓰로 임대를 간 후 그 시즌 팀내 MVP에 선정되는 등의 활약을 보여주었다. 2009년에는 사간 도스로 임대되어 팀의 핵심 선수로 뛰었다.
2010년에 2부 리그의 도쿠시마 보르티스로 완전 이적하여 승격에 도전하였지만 2011 시즌 4위라는 최고 성적만을 기록한 채 승격은 실패하였다.
2012년 K리그의 강원 FC로 이적하였고, 오하시 마사히로 이후 강원의 역사상 두 번째 일본인 선수가 되었으나, 시즌 후 방출된 것으로 알려졌다. 그 후 현역을 은퇴했다.